# 哈特福德 (緬因州)
哈特福德（英語：Hartford）是一個位於美國緬因州牛津縣的鎮。

## 人口
根據2020年美國人口普查的數據，哈特福德的面積為116.76平方千米，當中陸地面積為113.62平方千米，而水域面積為3.14平方千米。當地共有人口1203人，而人口密度為每平方千米10人。